# Microcebus jollyae
Microcebus jollyae — вид лемуровидих приматів. Назва вшановує приматолога Елісон Джолі.

## Опис
Це крихітні примати з довжиною тіла 9-10 см, довжиною хвоста 12 см і вагою близько 61 грамів. Їх хутро рівномірно забарвлене червоно-коричневим зверху, живіт і горло біло-сірий. Округла голова характеризується як усі Microcebus великими очима і великими вухами.

## Середовище проживання
Знаходиться в південно-східному Мадагаскарі. Типова місцевість знаходиться на 71 м над рівнем моря. Житель південно-східних низинних, прибережних лісів.

## Звички
Як і всі Microcebus, ймовірно, ведуть нічний спосіб життя і залишатися в основному на деревах. Вони, як правило, всеїдні, й в основному харчуються фруктами і комахами.

## Загрози та охорона
Цей вид знаходиться під загрозою втрати і деградації середовища проживання від розширення сільського господарства, на додаток до полювання. Вид можна знайти в англ. Manombo Special Reserve.